# 西巴布亞省
西巴布亚省是印度尼西亚东部的一个省，省域包括新几内亚岛西部的极乐鸟半岛、博布莱半岛和附近的拉贾安帕特群岛，是西新几内亚两省之一。首府及最大城市為马诺夸里。2010年统计人口共760,855，2014年1月的官方估计为877,437人，在2012年10月北加里曼丹省成立之前是印尼人口最少的省份。2003年2月，西巴布亚省从巴布亚省分设，原名西伊里安查亚省，2007年2月7日更名西巴布亚省。西巴布亚省是印尼的四个特区之一。在文化方面，西巴布亞省為印尼基督徒佔大多數的省份之一，占比超過60%，僅次於占比超過70%的北蘇拉威西省等省份，且由於中央政府默許地方政府實施宗教法，西巴布亞亦曾提案過實施基督教法，但並未成功。

## 历史

### 古代
大约4万2千到4万8千年前开始有人类在此居住。在公元7世纪与苏门答腊的室利佛逝帝国有贸易往来，室利佛逝帝国最初从巴布亚获得檀香和极乐鸟之类的物品用以进贡中国，之后便从该地掳取奴隶。后来爪哇岛的满者伯夷王国势力范围延伸到新几内亚岛的西边，并有文学作品记录了巴布亚最古老的地名Wwanin或者Onin，后者被确定位于现在的法克法克县。

### 欧洲人到来

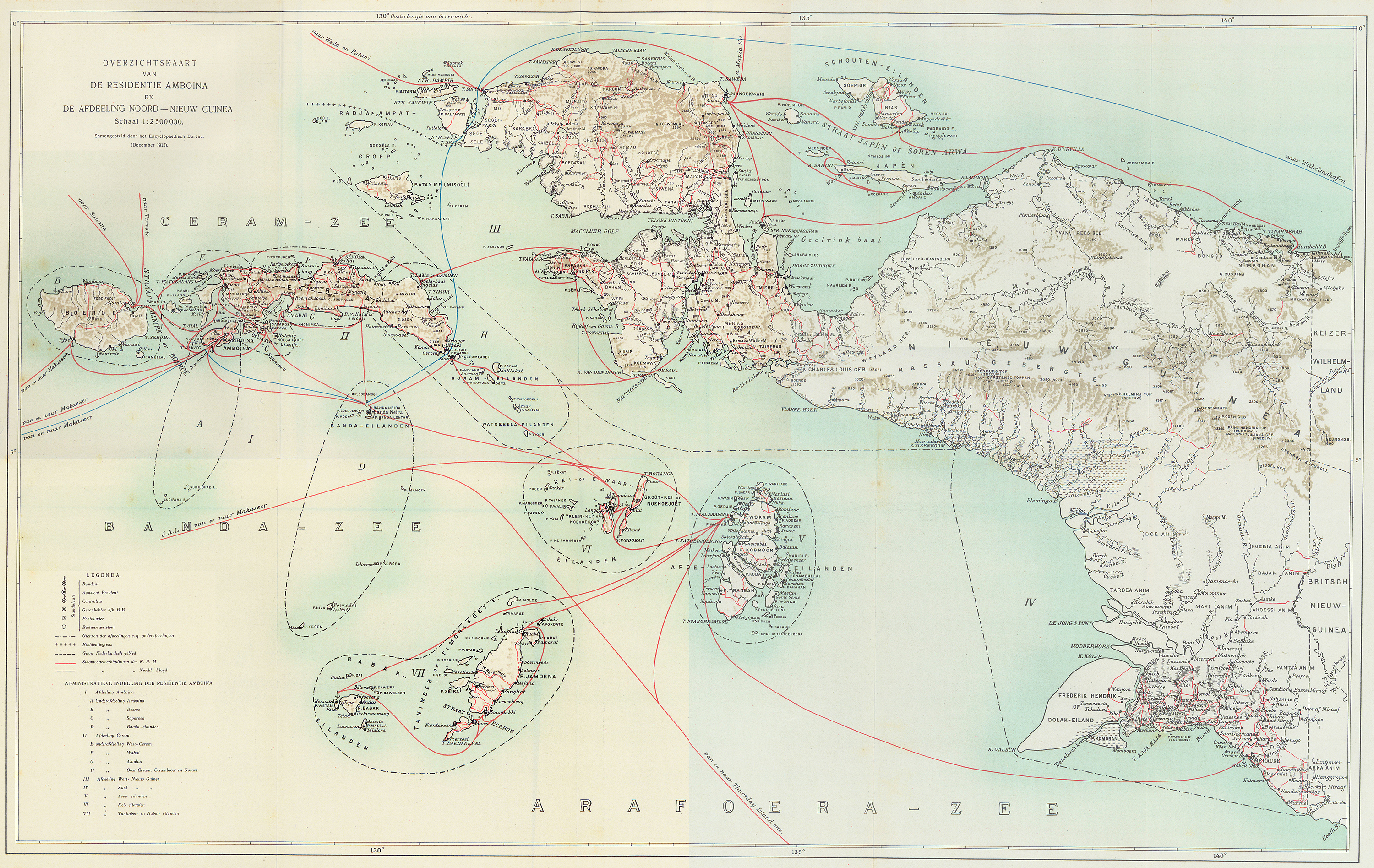
1907-1915年荷兰在荷属新几内亚的探险

1545年6月13日，奥尔蒂斯·雷特兹受圣胡安之命离开东印度群岛的蒂多雷，航行了新几内亚岛的北部海岸，直到曼伯拉莫河口。他宣称这片土地是西班牙王室的领土，并将之命名为Nueva Guinea（中文新几内亚），因为这里的居民和非洲几内亚湾沿岸的居民很相似。
1660年，荷兰人承认了蒂多雷苏丹國拥有新几内亚岛的主权。1793年英国人试图在今马诺夸里建立定居点，结果以失败告终。1824年英国和荷兰同意新几内亚岛的西部成为荷属东印度群岛的一部分。1828年荷兰人试图在Lobo（今凯马纳附近）建立定居点，也以失败告终。1855年2月，德国人在马诺夸里附近的海岛建立了西巴布亚第一个传教定居点。虽然荷兰人分别在1828和1848年宣称拥有东经141°以西的南海岸和洪堡湾以西的北海岸，但是他们在1896年才试图再次开发该地区，在马诺夸里和法克法克附近建立居民点，以响应澳大利亚对新几内亚岛东部的主权要求。荷兰殖民活动收效甚微，大多数人回到爪哇，1938年时，荷兰仅在荷兰地亚有50名定居者、马诺夸里有258名定居者。

### 二战
1942年4月12日，日军进入Doreri湾，约4,000名士兵登陆马诺夸里。此时日本人已熟知这一地区，因为这里从20世纪30年代开始是日本政府赞助的南洋兴发有限公司（日语：南洋興発株式会社）的棉花种植园位置。1942年初，东印度群岛荷兰皇家军在马诺夸里驻扎有125名军人，其中包括在1942年2月征招的一些平民预备役士兵和后勤部队由于东印度群岛荷兰皇家军没有直接与日本侵入军接触，他们撤回荷属新几内亚内部并对日军发起游击战
二战结束后，荷兰人于1945年回到巴布亚地区。

### 印尼独立后
1945年8月17日印度尼西亚宣布独立，并声称拥有荷属东印度群岛的所有领土，包括荷属新几内亚。荷兰和印尼发生了四年半的武装外交斗争。1949年12月，斗争结束，荷兰承认了印度尼西亚对荷属东印度群岛的主权，但是荷属新几内亚除外。双方无法对该地区达成妥协，同意在一年内继续讨论这个问题。

1961年选出作为国旗的晨星旗，现为自由巴布亚运动独立人士所用

为了防止印度尼西亚控制巴布亚，荷兰当局显著提高了对巴布亚的开发支出，并鼓励巴布亚的民族主义。他们建立了许多学校以培养当地人才，为1970年的西巴布亚独立建国做准备。1961年4月5日巴布亚议会开始运作，预备于10年之内完成独立。1961年10月19日巴布亚的议员在新几内亚议会大厦举行了6小时的会议，选举出制定独立与自治宣言的全国委员会，还选出了国旗、国徽和国歌（Oh My Land Papua），并呼吁人们自称为巴布亚人。1961年12月1日，荷兰认同其议会所选择的国歌以及订定的晨星旗为新的国旗。1961年12月19日，印尼军方展开特里科拉行动，侵入荷属新几内亚，冲突过后西巴布亚由联合国管理。1962年8月15日，印荷在联合国总部签署纽约协议，其中包括在1969年之前举行公民投票的规定。
1962年荷兰殖民政府从荷属新几内亚撤出以后，1963年印尼开始履行管理，当时印度尼西亚根据与联合国签订尊重任何结果的纽约协议进行巴布亚全民公投（印尼政府称之为自由选择法案，实际上并不公平）。事实相反，这一投票并不是在全体居民中进行，而是印尼军队强迫部落酋长投票加入印尼。尽管有抗议，由于同联合国签订有协议尊重任何结果，名义上这一结果得到维护，国际社会也承认巴布亚加入印尼。这加剧了西巴布亚原住民的独立运动，加深了从1963年荷兰人撤出巴布亚即开始的地区冲突。这一冲突一直持续到现在，印度尼西亚安全部队在镇压独立运动方面被指控侵犯人权。
2003年1月，时任印尼总统梅加瓦蒂·苏加诺普特丽签署了一项决定，将巴布亚拆分为三个省：中伊里安查亚、巴布亚或东伊里安查亚、西伊里安查亚。2003年2月开始逐渐进行成立西伊里安查亚省的工作，11月任命了一位省长，即现在的西巴布亚省；中伊里安查亚省的建设因2003年8月的地方暴力抗议而被延迟，其后该省的创建又被印度尼西亚法院阻止，法院宣布中伊里安查亚省的创建违反宪法和巴布亚特别自治协定，之前划分成两个省被允许作为一个既定的事实。
2019年，西巴布亞省和巴布亚省爆发大规模骚乱。防暴警察拘捕損毀印尼國旗的巴布亞大學生，并在这一過程中使用「狗」、「豬」和「猴子」等涉及種族歧視的字眼羞辱學生。當局21日晚開始切斷通訊數據傳輸與網路連接，阻止巴布亞民眾使用社交媒體，不過電話和短訊功能仍正常運作。

## 行政区划
2000年时，现在属西巴布亚省的地区仅包含一市（kota）三县（kabupaten），即索龙市、马诺夸里县、索龙县及法克法克县。当今西巴布亚省分为1个市和12个县，省首府位于马诺夸里。2010年人口普查时，市县下共设有155个区（kecamatan），在西巴布亚省和巴布亚省，区（kecamatan）也称为distrik。
| 中文名称 印尼文名称                      | 面积（km2） | 2010年 普查人口 | 2014年 估计人口 | 首府中文 首府印尼文              | 区的 数量 | HDI 2014估计 |
| ---------------------------------------- | ----------- | --------------- | --------------- | -------------------------------- | --------- | ------------ |
| 索龙市 Kota Sorong                       | 656.64      | 190,625         | 219,958         | 索龙城市区 Kecamatan Sorong Kota | 6         | 0.757 (高)   |
| 法克法克县 Kabupaten Fakfak              | 11,036.48   | 66,828          | 77,112          | 法克法克 Fakfak                  | 9         | 0.647 (中)   |
| 凯马纳县 Kabupaten Kaimana               | 16,241.84   | 46,249          | 53,366          | 凯马纳 Kaimana                   | 7         | 0.610 (中)   |
| 马诺夸里县 Kabupaten Manokwari           | 11,674.76   | 139,964         | 216,614         | 马诺夸里 Manokwari               | 29        | 0.693 (中)   |
| 南马诺夸里县 Kabupaten Manokwari Selatan | 2,812.44    | 18,564          | *               | 兰西基 Ransiki                   |           | 0.553 (低)   |
| 梅布拉特县 Kabupaten Maybrat             | 5,461.69    | 33,081          | 38,067          | 库木尔科克 Kumurkek              | 11        | 0.553 (低)   |
| 阿尔法克山县 Kabupaten Pegunungan Arfak  | 2,773.74    | 23,877          | *               | 安吉 Anggi                       |           | 0.536 (低)   |
| 拉贾安帕特县 Kabupaten Raja Ampat        | 8,034.44    | 42,507          | 49,048          | 瓦伊赛 Waisai                    | 17        | 0.608 (中)   |
| 索龙县 Kabupaten Sorong                  | 7,415.29    | 70,619          | 81,486          | 埃玛斯 Aimas                     | 18        | 0.612 (中)   |
| 南索龙县 Kabupaten Sorong Selatan        | 3,946.94    | 37,900          | 43,898          | 特米纳布安 Teminabuan            | 14        | 0.582 (低)   |
| 坦布劳乌县 Kabupaten Tambrauw            | 5,179.65    | 11,466          | 7,028           | 斐弗 Fef                         | 7         | 0.494 (Low)  |
| 宾图尼湾县 Kabupaten Teluk Bintuni       | 20,840.83   | 52,422          | 60,489          | 宾图尼 Bintuni                   | 24        | 0.604 (中)   |
| 温达马湾县 Kabupaten Teluk Wondama       | 3,959.53    | 26,321          | 30,371          | 拉希伊 Rasiei                    | 13        | 0.562 (低)   |

- 南马诺夸里县和阿尔法克山县的2014年估计人口包含在马诺夸里县中，坦布劳乌县2014年的估计人口不包含2013年自马诺夸里县划入的四个区人口，该四区估计人口包含在马诺夸里县中

2010年人口普查之后，南马诺夸里县和阿尔法克山县从马诺夸里县分出，马诺夸里县四个区划入坦布劳乌县，表中南马诺夸里县、阿尔法克山县和坦布劳乌县的2010年统计人口为现在归属此三县的所有区在2010年的普查人口，马诺夸里县2010年普查人口为现在归属该县的各区在2010年的普查人口之和

### 行政区划调整
各县设立年份以批准时间为准
- 2002年凯马纳县从法克法克县分出，宾图尼湾县、温达马湾县从马诺夸里县分出

- 2003年拉贾安帕特县、南索龙县从索龙县分出

- 2008年坦布劳乌县从索龙县分出

- 2009年梅布拉特县从南索龙县分出

- 2012年阿尔法克山县、南马诺夸里县从马诺夸里县分出

### 未来将设置的省市县
2013年10月25日，印尼众议院开始审查（DPR）关于建立57个新县市和8个新省的法律草案，其中包括从西巴布亚省分设西南巴布亚省，以及八个新县和一个新市。
Malamoy和Maibratsau二县从索龙县分设，拉贾安帕特县拆分为北拉贾安帕特县和南拉贾安帕特县，Raja Maskona从宾图尼湾县分设， Okas从法克法克县分设，西马诺夸里县从马诺夸里县分设，Imeo从南索龙县分设，马诺夸里市从马诺夸里县分设。

## 交通
西巴布亚省目前没有铁路，有计划修建一条铁路连接索龙和巴布亚省的查亚普拉。一期工程从索龙到马诺夸里，长390公里，该段线路预计2018年开工，2019年结束。二期工程从马诺夸里向南连接巴布亚省的纳比雷，又从查亚普拉修建铁路连接萨米，二期工程预计在2020-2024年间建设。该项目由国家财政预算出资，被认为是印尼建设爪哇岛之外铁路网络的突破性进展。

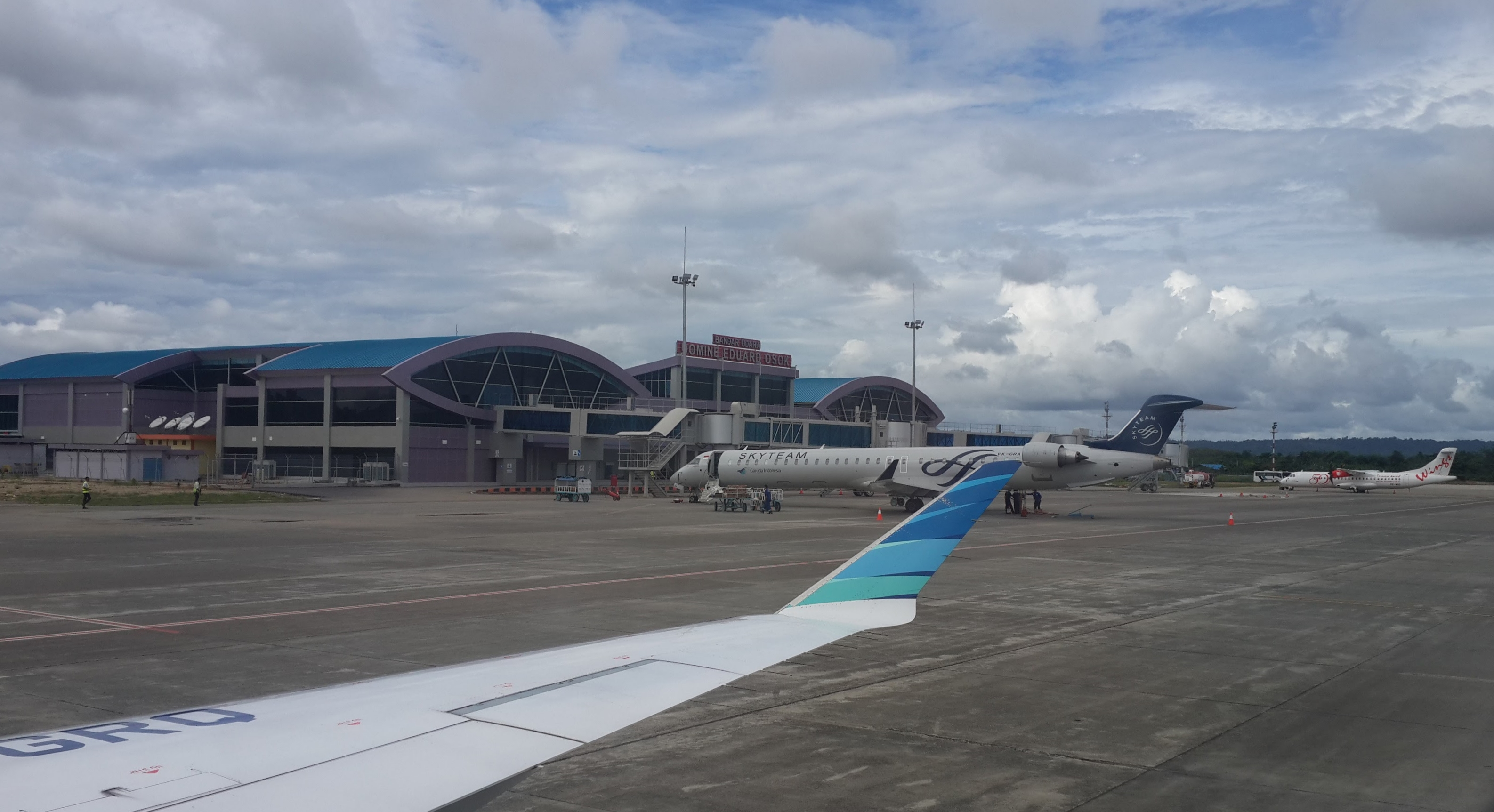
索龙机场

西巴布亚省机场较多，主要有索龙多米尼克爱德华·奥索机场、马诺夸里任代尼机场等。

## 參见
- 新几内亚
- 西新几内亚
- 巴布亚省
- 巴布亚新几内亚
- 自由巴布亚运动